# 2019년 6월 이란의 미국 드론 격추

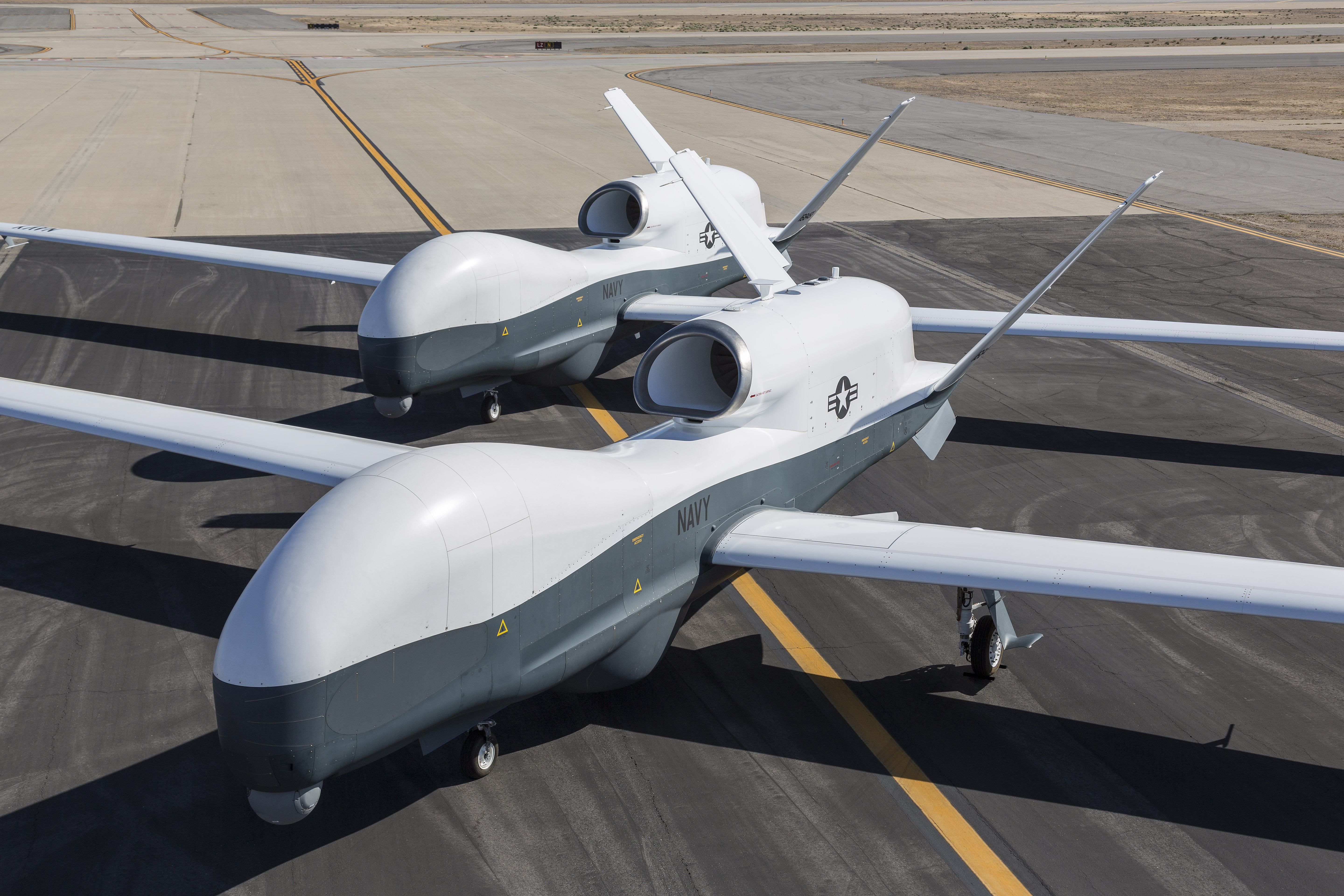
노스럽 그러먼 MQ-4C 트리톤 무인 해상초계기

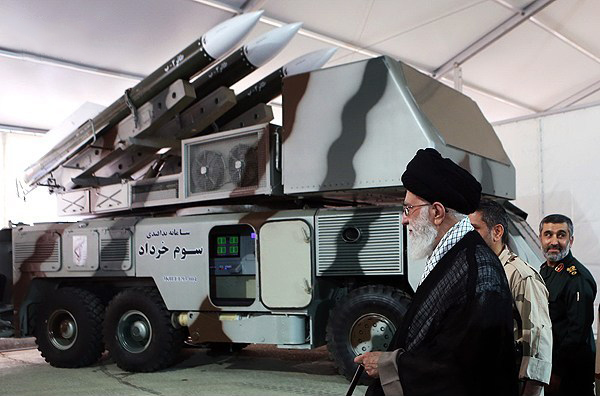
이란의 호르다르-3 지대공 미사일

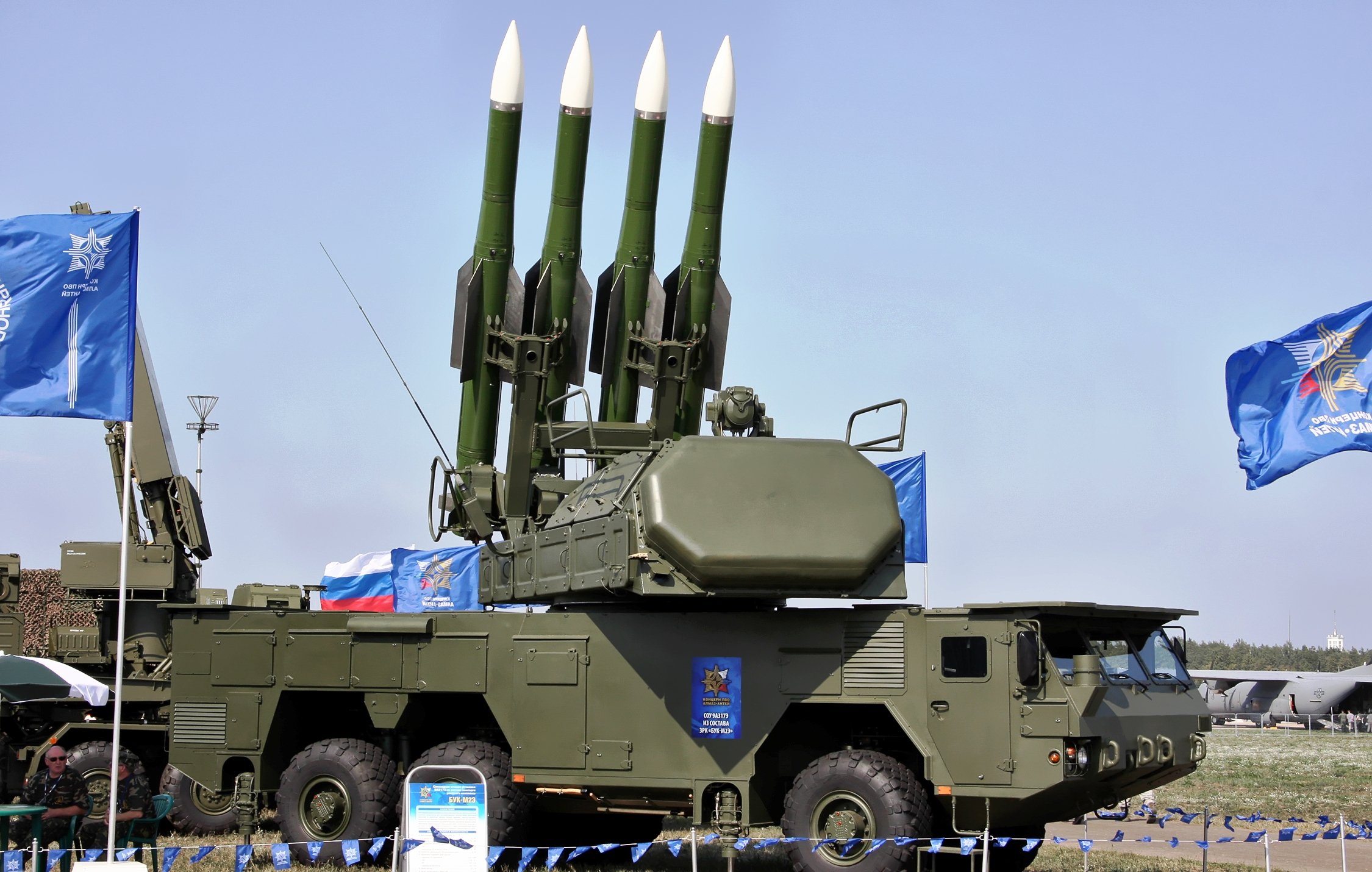
MAKS-2011의 9K317E Buk-M2E. 호르다르-3와 차량 바퀴, 레이다, 미사일이 매우 비슷하다.

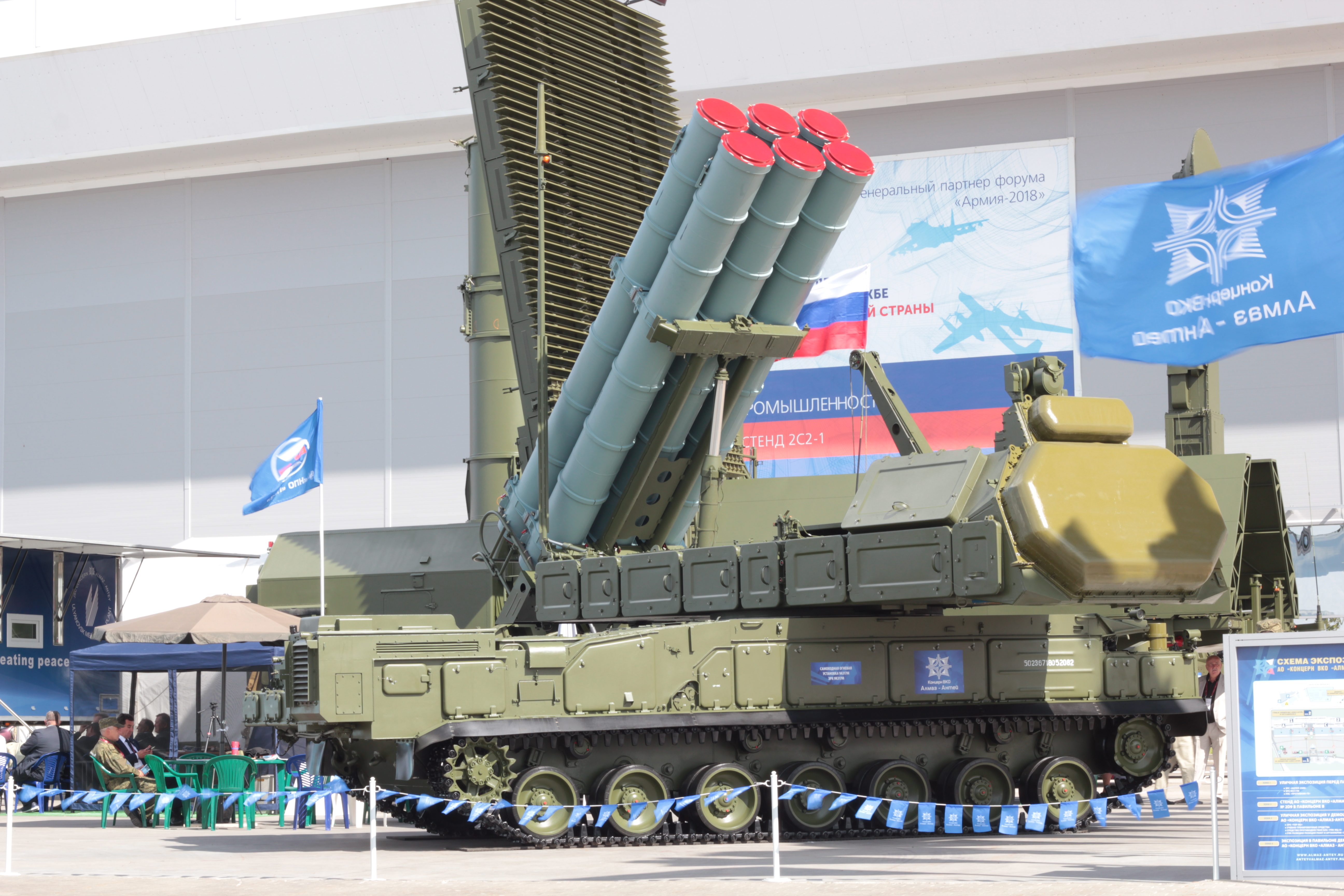
2018년 9K317M Buk-M3

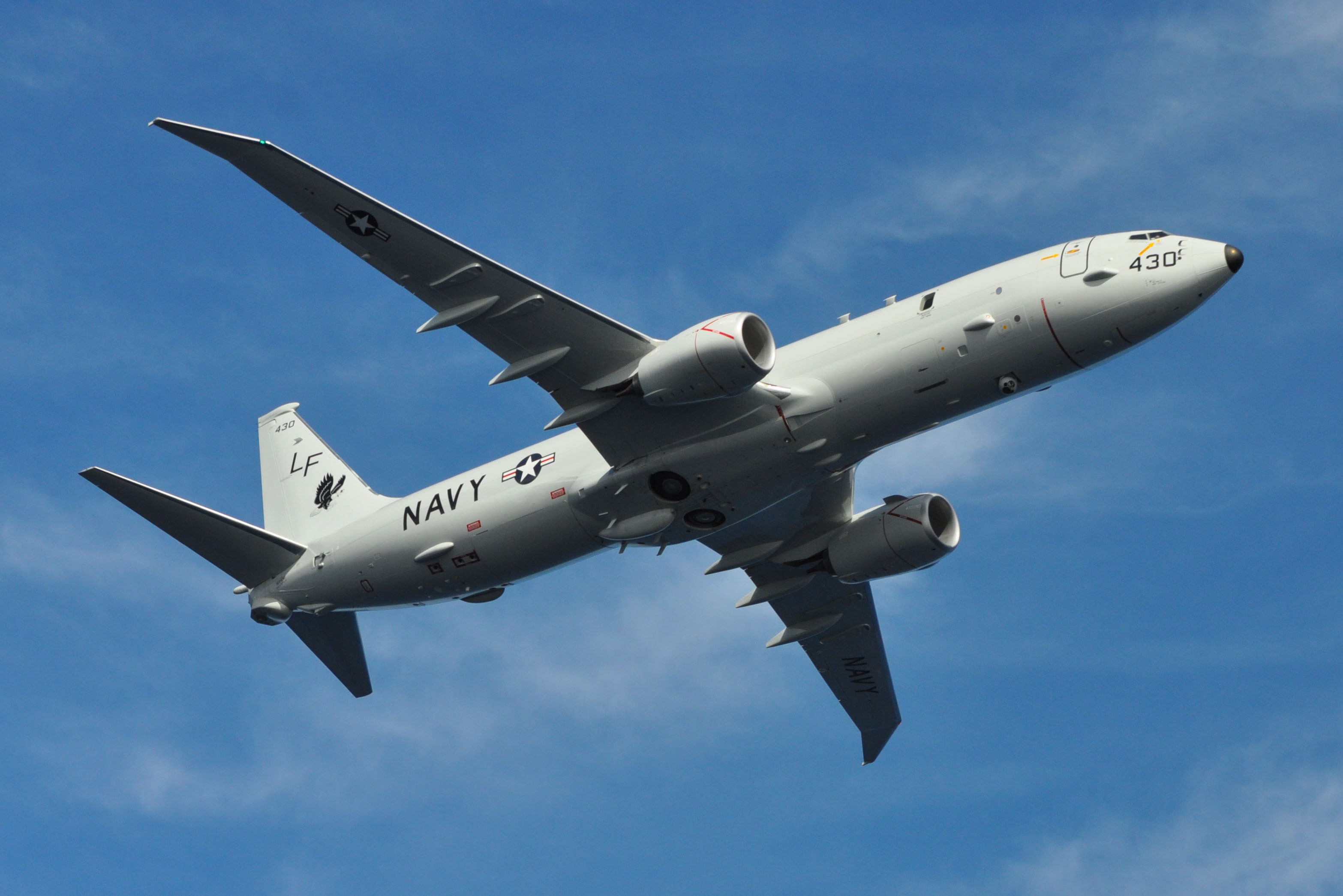
보잉 P-8A 포세이돈 해상초계기

2019년 6월 이란의 미국 드론 격추는 이란 혁명수비대가 미국의 노스럽 그러먼 MQ-4C 트리톤 무인 해상초계기를 격추한 사건이다.

## 역사
2019년 6월 오만만 사건 발생 직후, 미국이 이란의 정찰을 강화했으며, 이에 이란이 반발하여 트리톤 초계기를 격추하는 사건이 발생했다.
2019년 6월 20일, 현지시간 오전 4시쯤, 이란은 자국 영공에 들어온 미국 드론을 지대공 미사일로 격추했다고 밝혔다.
21일, 이란 국방부는 자국산 방공시스템 호르다르(Khordad)-3가 미국 무인정찰기 RQ-4 글로벌 호크를 격추하는 동영상을 공개했다. 호르다르(Khordad)-3는 러시아판 호크 미사일이라는 부크 미사일(SA-11)을 이란이 국내생산한 것이다. 부크 미사일과 트럭, 트럭에 장착된 레이다, 미사일 등의 외양이 매우 비슷하다. 사거리와 요격고도도 비슷하다고 알려져 있다.
미국 공군 RQ-4 글로벌 호크 정찰기인가 미국 해군 트리톤 초계기인가에 대해 보도의 혼선이 있었다. 현재 미국은 트리톤 초계기를 대량생산 중이지는 않고, 글로벌 호크를 개량하여 트리톤 시제기 몇대를 UAE에 배치해, 이란을 감시중이라고 한다. 즉 격추된 것은 트리톤 초계기라고 한다.
중동 지역을 담당하는 미군 중부사령부(CENTCOM)는 20일 오전 3시 5분께 이란군이 미 해군 광역해상정찰 무인시제기(BAMS-D·글로벌 호크) 1대를 지대공 미사일로 격추했다는 사실을 확인했다. 트리톤은 아직 대량생산이 되지 않았으며, 글로벌 호크를 개량한 시제기인 BAMS-D를 UAE에 배치해 미국 해군이 사용중이다.
BAMS-D는 RQ-4A 블록 10(글로벌 호크의 최초기형. 2011년 전량 퇴역)을 미 해군이 시험평가용으로 도입한 뒤 광범위해역정찰무인기(BAMS) 계획의 기술실증기로 개수한 기체. 여기서 선보였던 기술을 바탕으로 개발된 BAMS가 MQ-4C 트리톤이다. BAMS-D는 2005년 신품 2대, 2011년 미 공군 퇴역 기체 3대 등 총 5대가 도입되어 MQ-4C 도입 결정 이후에도 계속 운용되어 왔다. 데일리비스트에 따르면 미 해군은 현재 24시간 페르시아만 상공에 BAMS-D 드론을 3대 배치해 시리아와 이란을 감시해 오고 있다.
이란군은 미군 드론이 아랍에미리트(UAE) 아부다비의 알 다프라 공군기지에서 이륙해 호르무즈 해협 상공을 통과해 이란 남동부까지 비행했다가 귀환하는 길에 이란 영공을 침범했다고 주장했다.
이탈리아 시칠리아섬에 위치한 시고넬라 해군 비행장에도 리비아 상공을 정찰하는 트리톤 해상초계기가 배치되어 있다.

## 트리톤
미국 해군은 노스럽 그러먼 MQ-4C 트리톤 무인 해상초계기 68대와 보잉 P-8A 포세이돈 유인 해상초계기 117대를 구매하여 기존의 오래된 록히드 P-3C 오라이온 유인 해상초계기 100대를 퇴역시킬 계획이다.
트리톤 무인기는 고고도에서 장시간 동안 체공하면서 광역 해상 초계임무를 수행한다. 이와 동시에 전개되는 보잉 P-8A 포세이돈은 보잉 737 여객기를 개조한 것으로서, 저공비행, 위협비행, 잠수함 공격, 근접 촬영 등 현장의 군인이 매우 근접해서 문제를 해결하는 식으로, 해상 초계 작전을 할 계획이다. 대신 포세이돈은 비행지속시간이 짧아서, 트리톤처럼 계속 담당 지역 상공에 머무는 개념은 아니다.
이번 사건에서, 이란군은 35명이 탑승한 보잉 P-8A 포세이돈도 격추할 수 있었는데, 격추하지 않았다고 주장했다.
록히드 P-3C 오라이온 해상초계기를 사용하는 국가로 일본, 한국, 호주가 있다. 세 나라 모두 보잉 P-8A 포세이돈을 주문했다. 그런데 미국 해군의 포세이돈 운용 개념은 트리톤을 고공에 장시간 체공하면서 잠수함 공격이나 선박에 대한 위협비행 등은 필요시에만 포세이돈이 출격하는 개념이다. 호주 해군이 트리톤을 구매할 것이라고 발표했다. 곧 일본과 한국도 뒤따를 것으로 추측된다.

## 영공 침범
이란은 트리톤이 영공을 침범했다고 주장했다. 미국은 부인했다.
- 미국 주장 격추지점. 북위 25° 57′ 27″ 동경 56° 52′ 39″ / 북위 25.95750°  동경 56.87750°
- 이란 주장 격추지점. 북위 25° 59′ 43″ 동경 57° 02′ 25″ / 북위 25.99528°  동경 57.04028°

두 지점간 거리는 17 km이며, 이란 주장에 따르면 영공 침범이 맞다. 국제법상 영공은 해안선 육지에서 22 km 까지가 영해이며, 그 상공이 영공이다.
그러나, 보통 정찰기는 영공 침범을 하지 않는다. 하면 격추되기 때문이다. 그리고 글로벌 호크의 정찰센서는 160 km 거리를 고해상도로 동영상 관측을 할 수 있다고 알려져 있다. 휴전선에서 평양까지가 140 km 거리이다. 이런 이유로, 영공 침범을 하지는 않는다. 멀리서 장시간 체공하면서 생방송 동영상 관측이 가능하다.
이란군은 이 무인기가 이란 남동부 항구도시 차바하르를 정탐했다고 판단했다.

## 부크 미사일
호르다르(Khordad)-3는 러시아 부크 미사일을 수입했다고 하는데, 정확한 모델은 미확인이다.
부크 미사일에는 다음과 같은 모델이 있다.
- 9K37 Buk, 사거리 25 km, 고도 18 km, 실전배치 1978년, 나토명 SA-11
- 9K37M Buk-M1, 사거리 45 km, 고도 25 km, 실전배치 1979년, 나토명 SA-11
- 9K37M1-2 Buk-M1-2, 사거리 50 km, 고도 25 km, 실전배치 1998년, 나토명 SA-17
- 9K317E Buk-M2E, 사거리 45 km, 고도 25 km, 실전배치 2007년, 나토명 SA-17
- 9K317M Buk-M3, 사거리 70 km, 고도 35 km, 시험발사 2016년, 나토명 SA-17

호르다르-3 미사일이 2014년에 공개된 점을 볼 때, 사거리 50 km, 고도 25 km인 Buk-M1-2, Buk-M2, Buk-M2E 중에서 최신형인 Buk-M2E 정도로 추정된다.
부크 미사일은 러시아판 호크 미사일로서, 미국의 호크 미사일도 최신의 마지막 버전은 탄도 미사일 요격 기능이 있다. Buk-M3도 마하 8.8 속도의 탄도 미사일까지 요격이 가능하다. 그러나, Buk-M3은 원통의 발사대에서 발사되는 점이, 이전 버전들과 외양상의 큰 차이이다. 이전 버전들은 외양에 차이가 거의 없다.
Buk-M3의 최대사거리는 140 km 라고 알려져 있다. 지대공 미사일은 최대사거리와 유효사거리가 다른데, 최대사거리는 적기가 계속 정면으로 마주하고 접근하는 경우에 요격하는 사거리이고, 유효사거리는 지대공 미사일을 발사하면 적기가 최고속도로 도망간다. 이럴 경우에도 요격이 가능한 최대 사거리를 보통 유효사거리라고 한다.

## 같이 보기
- 부크 미사일
- 호르다르(Khordad)-3